# Aktionstheater Panoptikum
Das Aktionstheater Panoptikum (eigene Schreibweise: Aktionstheater  PAN.OPTIKUM) ist ein Theaterensemble mit Sitz in Freiburg im Breisgau.

## Geschichte
Im Jahr 1982 wurde die Gruppe Panoptikum von Nesa Gschwend und Frank Niemöller in Berlin gegründet, mit dem Ziel, Performances im öffentlichen Raum zu zeigen. Der Name „Panoptikum“ leitete sich von den in den 1920er Jahren ganz in der Nähe des Gründungsortes beheimateten Panoptikums ab, in denen Menschen zur Schau gestellt wurden und die dort ohne ihr eigenes Einverständnis ausgestellt und bloßgestellt wurden. Schon zu Beginn stellte Panoptikum Menschenskulpturen resp. sich selber an verschiedenen Festivals und in Galerien aus. 1983 wurde von Nesa Gschwend und Frank Niemöller nach einem längeren Aufenthalt in Indonesien eine erste große Installation auf dem Rathausmarkt in Hamburg realisiert. Diese Installation bildete für Nesa Gschwend auch den Auftakt zu den großen Windfiguren, die über längere Zeit ein Markenzeichen von Panoptikum waren. 1986 verließ Nesa Gschwend die Gruppe und kehrte in die Schweiz zurück und widmete sich fortan ihren eigenen Soloperformances und Kunstprojekten.
Nachdem sich in den 1960er und 1970er Jahren viele freie Theater als Gegenmodell zu der vorherrschenden Stadttheaterkultur positionierten, folgte zu Beginn der 1980er Jahre eine weitere Gründungswelle von Theatern und Straßentheatern in Europa. In Spanien etwa entstand die Gruppe „La Fura dels Baus“, in Frankreich das Ensemble „Royal de Luxe“, in Amsterdam „Dogtroep“.
Mit dem Eintritt von Sigrun Fritsch 1988 und Ralf Buron 1989 in das Ensemble verlagerte sich der Schwerpunkt der Inszenierungen. Vorbild waren nun Inszenierungen im öffentlichen Raum, die Ideen des Bauhauses Dessau aus den 1920er Jahren aufgriffen und sich an der Verbindung von Architektur und darstellender Kunst orientierten. In dieser Zeit entstanden erste große Produktionen, wie zum Beispiel über Max Ernst, mit denen Panoptikum zum Worldfest nach Atlanta eingeladen wurde.
Anfang der 1990er Jahre verlegte das Ensemble seinen Sitz des Theaters nach Freiburg im Breisgau. Dort wurden mit Produktionen wie Liebe und Tod, einer Inszenierung zweier Barockopern mit dem Freiburger Barockorchester, und Bachs Weihnachtsoratorium die Grundlagen einer konzeptionellen Weiterentwicklung geschaffen.
Im Jahr 1999 fusioniert das Ensemble mit Nachtwerk aus Stuttgart, einer Gruppe von Pyrotechnikern um Karl Rechtenbacher und entwickelte zum Goethejahr die Straßenproduktion Prometheus. Gemeinsam mit dem neuen Ensemblemitglied Matthias Rettner wurden Produktionen für mehrere tausend Zuschauer entwickelt und aufgeführt. Mit diesen Inszenierungen gastiert das mittlerweile fast 40 Personen umfassende Ensemble seit 2003 in Europa und Südamerika bei großen Theaterfestivals, so unter anderen beim Sziget-Festival in Budapest, beim Glastonbury Festival in England, beim Tàrrega-Festival in Spanien sowie in Caracas, Santiago de Chile, Bogotá, Guanajuato, Guadalajara.

## Produktionen
- IL CORSO, eine Inszenierung des Buch der Fragen nach Pablo Neruda, wurde zwischen 2001 und 2007 in über 100 Städten Europas und Südamerikas aufgeführt.[4][5]
- ORPHEUS, ein Stück über das Scheitern der Liebe, war ein Auftrag von Gerard Mortier und hatte 2004 Premiere bei der RuhrTriennale.[6]
- The CIVIL warS, eine Oper von Philip Glass, wurde in einer Kooperation mit dem Theater Freiburg unter der Intendanz von Amélie Niermeyer zur Spielzeiteröffnung gezeigt.[7]
- BallGefühl, eine Produktion zum Thema Fußball, wurde im Auftrag der Bundesregierung für das offizielle Kunst- und Kulturprogramm zur FIFA-WM 2006™ entwickelt und gastierte in verschiedenen Städten mit Stadien sowie 2007 in Salamanca, Spanien, und 2009 in Zacatecas und Guanajuato, beide Mexiko.[8]
- Medea: Stimmen, eine Inszenierung des Romans von Christa Wolf, wurde von der Autorin autorisiert und 2007 unter Intendanz von Barbara Mundel am Theater Freiburg in einer Koproduktion auf die Bühne gebracht.[9]
- Eine Inszenierung der Carmina Burana von Carl Orff eröffnete die Spielzeit des Theater Basel im September 2008 unter der Intendanz von Georges Delnon im antiken Theater von Augst/CH.[10]
- TRANSITion, eine Inszenierung des Werkes von Wajdi Mouawad Der Sonne und dem Tod kann man nicht ins Auge sehen in Kooperation mit dem katalanischen Bühnenbildner Llorenç Corbella 2009 entstanden.[11][12]
- Tanztheater The Crossing Lines Project von 2015 bis 2018.

## Auszeichnungen
- 2002: 1. Preis für IL CORSO als beste Outdoor-Produktion beim Internationalen Straßentheaterfestival in Holzminden
- 2005: Kulturpreis Baden-Württemberg (Hauptpreis, geteilt mit Balthasar-Neumann-Chor und -Ensemble)
- 2006: 1. Preis für ORPHEUS als beste Outdoor-Produktion beim Tárrega-Festival in Spanien
- 2008: Preis des Bundeswettbewerbs „Mixed Up“ für Kulturelle Jugend- und Kinderbildung für das Projekt Being Tween